# باتريسيا ميراندا
باتريسيا ميراندا (بالإنجليزية: Patricia Miranda) هي مصارعة الهواة أمريكية، ولدت في 11 يونيو 1979 في مانتيكا في الولايات المتحدة.

## وصلات خارجية
- باتريسيا ميراندا على موقع قاعدة بيانات المصارعة الدولية (الإنجليزية)
- باتريسيا ميراندا على موقع أوليمبيديا (الإنجليزية)